# Зуева, Антонина Илларионовна
Антонина Илларионовна Зуева (Улитина) (10 ноября 1925 — 15 декабря 2015) — передовик советского сельского хозяйства, звеньевая колхоза «Гигант» Тульского района Адыгейской автономной области (ныне — Республики Адыгея) Герой Социалистического Труда (6 мая 1948).

## Биография
Родилась 10 ноября 1925 года в станице Абадзехской Адыгейской автономной области. Здесь училась в школе, вступила в ряды ВЛКСМ. Но окончить среднюю школу Тоне не пришлось. С первых дней Великой Отечественной войны её отец Илларион Терентьевич ушёл на фронт не вернулся. А семья была большая — шестеро детей. Старшая из них — пятнадцатилетняя Тоня оставила учёбу и вместе с матерью пошла работать в колхоз «Гигант» (позднее «Верный путь»).
Тоню направили на госсортоучасток. Здесь трудились в основном женщины, объединённые в двух полеводческих звеньях. В январе 1943 года, после изгнания немецких войск из района, Антонина возглавила комсомольско-молодёжное звено. В годы войны звено Антонины Зуевой всегда выполняло задания по урожайности.
Самый высокий урожай собрал колхоз в послевоенном 1947 году. С каждого из 58,25 гектара было получено почти по 32 центнера озимой пшеницы. Колхоз успешно рассчитался с государством по поставкам зерна, обеспечил себя, отличными семенами. Восемнадцать колхозников награждены орденами и медалями. А звеньевая комсомолка Антонина Зуева, получившая рекордный в то время урожай, удостоена высшей награды Родины.
Указом Президиума Верховного Совета СССР от 6 мая 1948 года председателю колхоза П. А. Гузину и звеньевой А. И. Зуевой (Улитиной) присвоены звания Героя Социалистического Труда с вручением ордена Ленина и золотой медали «Серп и Молот».
В Грамоте Президиума Верховного Совета СССР говорится:

 «Тов. Зуева Антонина Илларионовна! За Ваши исключительные заслуги перед государством, выразившиеся в получении урожая пшеницы в 1947 году 35,23 центнера с гектара на площади 8,5 гектара, Президиум Верховного Совета СССР своим Указом от 6 мая 1948 года присвоил Вам звание Героя Социалистического Труда».— Н. Г. Апарин, А. В. Киселёв. Зуева А. И. // Золотые Звёзды Адыгеи. — 2-е изд. доп. дораб.. — Майкоп: Адыгейское отделение Краснодарского книжного издательства, 1980. — 220 с. — 5000 экз.
Избиралась членом Тульского райкома ВЛКСМ, депутатом Абадзехского сельского и Тульского районного Советов народных депутатов.
Персональный пенсионер, жила в городе Попасная Ворошиловградской области.
Умерла 15 декабря 2015 года в городе Попасная ныне Луганская народная республика.

## Память
- Имя Героя золотыми буквами вписано на мемориальной доске в Краснодаре.